# Арон Палмарсон
Арон Палмарсон (исл. Aron Pálmarsson; Хабнарфјердир, 19. јул 1990) професионални је исландски рукометаш и репрезентативац који тренутно игра за данског прволигаша Олборг на позицији левог бека. На лето 2023. вратиће се у Хабнарфјердир, клуб у којем је почео професионалну каријеру.

## Каријера

### Клупска каријера
Палмарсон је клупску каријеру започео 1998. године у Хабнарфјердиру где је израстао у једног од најбољих младих рукометаша на свету. Тако је у јуну 2008. склопио прелиминарни уговор са бундеслигашем Лемгом на период од двије године чиме би се играча везало уз клуб. Међутим, 20. децембра исте године долази до преокрета када рукометаша преузима Кил. С њиме је тада склопљен четворогодишњи уговор који је у децембру 2010. продужен до 2015. С Килом је Палмарсон освојио две титуле Лиге шампиона (2010, 2012), пет титула Бундеслиге (2010, 2012, 2013, 2014, 2015), два Купа (2011, 2012) и једну титулу Суперкупа (2011). Такође, 2010. је проглажен за најбољег младог играча Бундеслиге чиме је постао први странац који је освојио ову награду.
2016. године након шест година проведених у Килу, Палмарсон се одлучује за промену средине, и из Немачке се сели у Мађарску где потписује за Веспрем. Са Веспремом је освојио двије титуле првенства Мађарске (2016, 2017),  два купа Мађарске (2016, 2017) и једну титулу у СЕХА лиги (2016).
Након двије сезоне проведене у Веспрему, у лето 2017. године прелази у Барселону. Са Барселоном Палмарсон је освојио четири титуле у АСОБАЛ лиги (2018, 2019, 2020, 2021), купу Шпаније (2018, 2019, 2020, 2021), АСОБАЛ купу (2018, 2019, 2020, 2021), АСОБАЛ суперкупу (2018, 2019, 2020, 2021), две титуле Светког клупског првенства (2018, 2019) и ЕХФ Лигу шампиона (2021).
2021. године Палмарсон је потписао уговор са амбициозним данским Олборгом који је у своје редове исто лето довео неке од најбољих рукометних имена на својим позицијама, док ће им се 2023. из Париз Сен Жерменa придружити један од најбољих играча свих времена Микел Хансен.

### Репрезентативна каријера
Након што је с младом репрезентацијом 2009. године играо у финалу светског јуниорског првенства, Палмарсон је за сениорску репрезентацију дебитовао 29. новембра 2008. године против Њемачке у Оберхаузену те убрзо постао један од носилаца исландске игре. Са репрезентацијом је 2010. освојио бронзу на Европском првенству у Аустрији.
Палмарсон је са репрезентацијом Исланда наступио и на Олимпијским играма у Лондону 2012. где је уврштен у најбољу екипу рукометног турнира. Заједно са Гудјоном Валур Сигурдсоном представљао је главни нападачки двојац.

## Клупски трофеји

### Кил
- ЕХФ Лига шампиона: 2010, 2012.
- Бундеслига Немачке: 2010, 2012, 2013, 2014, 2015.
- Куп Немачке: 2011, 2012.
- Суперкуп Немачке: 2011.

### Веспрем
- Првенство Мађарске: 2016, 2017.
- Куп Мађарске: 2016, 2017.
- СЕХА лига: 2016.

### Барселона
- ЕХФ Лига шампиона: 2021.
- АСОБАЛ лига: 2018, 2019, 2020, 2021.
- Куп Шпаније: 2018, 2019, 2020, 2021.
- Куп АСОБАЛ: 2018, 2019, 2020, 2021.
- АСОБАЛ Суперкуп: 2018, 2019, 2020, 2021.
- Светско клупско првенство: 2018, 2019.

### Олборг
- Куп Данске: 2021.
- Дански Суперкуп: 2021, 2022.

## Награде и признања
- Најбољи новајлија године у Бундеслиги: 2010.
- Најбољи тим на Олимпијским играма: 2012.
- Најбољи спортиста године на Исланду: 2012
- МВП Фајнал фор Лиге шампиона: 2014